# 悪魔の子
悪魔の子（あくまのこ、ギリシア語: τεκνα του διαβολου）とは、聖書の語句であり、神学用語。
ヨハネの第一の手紙3章では悪魔を父とする子ども。神の子と悪魔の子が対比される。

## 全人類に適用する見解
アウグスティヌスは、『神の国』で神の国に属する者と、悪魔の国に属する者がいると教えた。
ジャン・カルヴァンは『キリスト教綱要』第一篇14章「実に世界及び万物の創造そのものに於いて、聖書は、或る標識によって真の神を虚構的神々から区別する。」の18で、神はクリスチャンの魂にサタンの支配が及ぶことをゆるさず、神は神の民ではない不敬虔な者と不信者をサタンの支配下にゆだねたもうとしている。「サタンはキリストによって追い出されるまでは、この世を専有する。」「サタンは福音を信じないすべての者らの心を暗くする。（第二コリント4:4）」「サタンは、彼自身の業を、不従順な子らのうちに、し遂げるといわれている（エペソ2:2）。」「不敬虔な者はすべて、神の怒りの器である。」「彼らは神の復讐以外の何にも従属しない。」「彼らは彼らの父悪魔より出づるといわれている。（ヨハネ8:44）」「キリスト者は神のかたちを帯びることによって神の子と認識されるように、彼らは堕落して帯びるに至ったサタンの像によって、サタンの子らとして、正当に見なされるからである。（第一ヨハネ3:8）
ジョナサン・エドワーズは、回心者は神の子であるが、回心していない者はサタンの子である。神の子とサタンの子は二種類の世界に分かたれると教えている。
ファンダメンタリストのジョン・グレッサム・メイチェンは、自由主義神学（リベラル）が神は万人の父であると主張するのに対して、それを否定し、神はクリスチャンだけの父であると教えている。
福音派によれば、聖書の教理では人間はクリスチャンとノンクリスチャンの二種類に分けられる
。
福音派指導者のマーティン・ロイドジョンズは、主の祈りの解説で、「われらの父」と祈ることができるのは、クリスチャンだけであり、神の子となる権利を与えられたのは、クリスチャンだけだと教えている。生まれながらの人間はクリスチャンとなるまで、「悪魔を父」とする「悪魔の子」、「神の怒りの子」であり、イエス・キリストを信じてクリスチャンとなった時に、はじめて聖霊を受け、神の子となる。
アダムが罪を犯して堕落したために、全世界は悪い者である悪魔に支配され、全人類は悪魔に属し、悪魔の王国の住民となったが、クリスチャンはサタンの支配から神の支配に移される。

## ユダヤ人にのみ適用する見解
クレルヴォーのベルナルドゥスは、ヨハネによる福音書8:44を根拠として、ユダヤ人の父は悪魔であり、ユダヤ人は悪魔の子であるとした。現代ではこの見解は反ユダヤ主義とみなされる。

## 何者にも適用しない見解
万人救済主義では全人類の父は神であるとされ、悪魔の子について言及されない。